# Edmund
Edmund – imię męskie pochodzenia angielskiego. 
Wywodzi się od słowa oznaczającego „zapewniający opiekę”.
Żeńska forma: Edmunda
Imieniny obchodzi 7 sierpnia, 30 października, 16 listopada, 20 listopada i 1 grudnia.

## Odpowiedniki w innych językach[1]
- francuski – Edmond
- esperanto – Edmondo[2]
- hiszpański, portugalski – Edmundo
- litewski – Edmundas
- węgierski – Ödön
- włoski – Edmondo

## Znane osoby noszące imię Edmund
- Edmondo De Amicis
- Edmund Bojanowski
- Edmund Borawski
- Edmund Buła
- Edmund Burke
- Edmund Dalbor
- Edmund Fetting
- Edmund Halley
- Edmund Hillary
- Edmund Husserl
- Edmund II
- Edmund Knoll-Kownacki
- Edmund Kupiecki
- Edmund Niziurski
- Edmund Osmańczyk
- Edmund Piszcz
- Edmund Soja
- Edmund Stasiak
- Edmund Strzelecki
- Edmund Taczanowski
- Edmund Wnuk-Lipiński
- Edmund Wojtyła
- Edmund Zientara

## Postacie fikcyjne
- Edmund – bohater tragedii Williama Szekspira Król Lear
- Edmund Pevensie – bohater cyklu powieści Opowieści z Narnii
- Edmund Dantès - bohater powieści Hrabia Monte Christo Aleksandra Dumasa